# سيرجيو رودريغوس
سيرجيو رودريغوس (بالبرتغالية: Sérgio Rodrigues‏) هو لاعب كرة الماء وسباح برازيلي، ولد في 14 فبراير 1930 في البرازيل.

## روابط خارجية
- سيرجيو رودريغوس على موقع الاتحاد الدولي للسباحة (الإنجليزية)
- سيرجيو رودريغوس على موقع أوليمبيديا (الإنجليزية)